# お気に召すまま (曲)
「お気に召すまま」（英語: Any Way You Want It）は、ジャーニーの代表曲で、1980年にシングル及びアルバム『ディパーチャー』の収録曲として発売された。作詞・作曲はボーカルのスティーヴ・ペリーとギターのニール・ショーン。ビルボードホット100では23位を記録した。ジャーニーのライブでは終幕に演奏することが多く、過去に発売されたライブ・アルバムとDVDの4作品（『ライヴ・エナジー』、『グレイテスト・ヒッツ・ライヴ』、DVD『ライヴ・イン・ヒューストン〜1981年エスケイプ・ツアー〜』、DVD『レヴェレイション』）に収録されている。発売以来この曲は数多くの映画やテレビ番組、CMで使用されてきた。また、2008年のアルバム『レヴェレイション』では、アーネル・ピネダのリード・ボーカルによってセルフ・カヴァーされている。

## メンバー

### 『ディパーチャー』
- スティーヴ・ペリー - リードボーカル
- ニール・ショーン - リード&リズムギター、バックボーカル
- ロス・ヴァロリー - ベース、バックボーカル
- グレッグ・ローリー - キーボード、オルガン、バックボーカル
- スティーヴ・スミス - ドラム

### 『レヴェレイション』
- ジョナサン・ケイン - キーボード、バックボーカル
- アーネル・ピネダ - リードボーカル
- ニール・ショーン - ギター、バックボーカル
- ロス・ヴァロリー - ベース、バックボーカル
- ディーン・カストロノヴォ - ドラム、バックボーカル

## チャート成績
| チャート（1980年）            | 最高位 |
| ----------------------------- | ------ |
| カナダ・トップシングル（RPM） | 50     |
| アメリカ・ビルボードホット100 | 23     |

## 評価
VH1が2008年12月29日から2009年1月2日にかけて放映した企画「100グレイテスト・ハード・ロック・ソングス」では80位に選出された。音楽ジャーナリストのSterling WhitakerはUltimate Classic Rockの企画「ジャーニーの曲トップ10」において本作を3位に挙げ「『ディパーチャー』はジャーニーの以前のレコードよりもエッジの効いたサウンドで、この曲はそれを示す完璧な例である」と評している。

## 大衆文化への影響
1980年の映画『ボールズ・ボールズ』では、ロドニー・デンジャーフィールドがゴルフバッグに内蔵したラジオをつける場面でこの曲が登場する。また、テレビアニメ『ザ・シンプソンズ』のシーズン8ではエンディング曲として使用されている。
テレビドラマ『glee/グリー』のシーズン1最終回ではこの曲が登場し、同じくジャーニーの「ラヴィン、タッチン、スクウィージン」とマッシュアップされたバージョンを部員達が歌唱している。
ロック/ジュークボックス・ミュージカル『ロック・オブ・エイジズ』やその映画化作品、アニメ映画『マダガスカル3』内でも挿入歌として使用された。

## カヴァー
- スチューデント・リック（英語版） - ビクトリー・レコードのサンプラー・アルバム『Victory Style, Vol.5』（2002年）に提供[5]。
- ライズ・アゲインスト - アルバム『Revolutions per Minute』（2003年）に隠しトラックとして収録[6]。
- メアリー・J. ブライジ - 映画『ロック・オブ・エイジズ』（2012年）の中で。